# Idara Victor
Idara Victor (Brooklyn - New York) is een Amerikaanse actrice.

## Biografie
Victor werd geboren in de borough Brooklyn van New York als dochter van immigranten uit Nigeria, in een gezin van drie kinderen. Zij groeide op in Brooklyn en Long Island (New York). Op achtjarige leeftijd begon zij met het volgen van dans- en pianolessen, op vijftienjarige leeftijd begon zij met zingen. Op dertienjarige leeftijd won zij het Miss New York Junior Teen wedstrijd en werd uitgenodigd door een agent voor modelwerk, in plaats hiervan koos zij ervoor om actrice te worden. Zij ging studeren aan de Wharton School waar zij afstudeerde in business process management en marketing. Tijdens haar studietijd trad zij met vrienden op in toneelstukken rond Philadelphia (Pennsylvania). Het acteren leerde zij aan de Lee Strasberg Theatre and Film Institute in Manhattan (New York).
Victor begon in 2004 met acteren in de film Not Just Yet, waarna zij nog meerdere rollen speelde in films en televisieseries. Zij is vooral bekend van haar rol als Nina Holiday in de televisieserie Rizzoli & Isles waar zij in 42 afleveringen speelde (2014-2016).

## Filmografie

### Films
Uitgezonderd korte films.
- 2020 First Christmas - als Halle
- 2019 Alita: Battle Angel - als verpleegster Gerhad
- 2016 An American Girl Story - Melody 1963: Love Has to Win - als Frances Ellison
- 2012 Watching TV with the Red Chinese - als Antigone
- 2004 Not Just Yet - als Lania Caldwell

### Televisieseries
Uitgezonderd eenmalige gastrollen.
- 2022 Minx - als Tina - 10 afl.
- 2019 Shameless - als Sarah - 4 afl.
- 2018 Love Is - als Angela Brown - 9 afl.
- 2018 Unsolved - als Theresa Swann - 2 afl.
- 2014-2017 TURN - als Abigail - 20 afl.
- 2014-2016 Rizzoli & Isles - als Nina Holiday - 42 afl.
- 2013 The Choir - als Miriam - 8 afl.
- 2013 Vegas - als Humphries - 3 afl.
- 2012-2013 Unicorn Plan-It - als Ariel - 2 afl.
- 2008 Guiding Light - als serveerster CO2 - 2 afl.